# Michelangelo Console
Michelangelo Console (1812-1897) fue un botánico italiano, especialista en la familia Cactaceae.
Fue asistente en botánica del Jardín Botánico de Palermo.

## Honores

### Epónimos
- (Cactaceae) Consolea Lem.[1]

- (Cactaceae) Pilocereus consolei Lem.[2]

- La abreviatura «Console» se emplea para indicar a Michelangelo Console como autoridad en la descripción y clasificación científica de los vegetales.[3]